# Academia Militar de Río de Janeiro

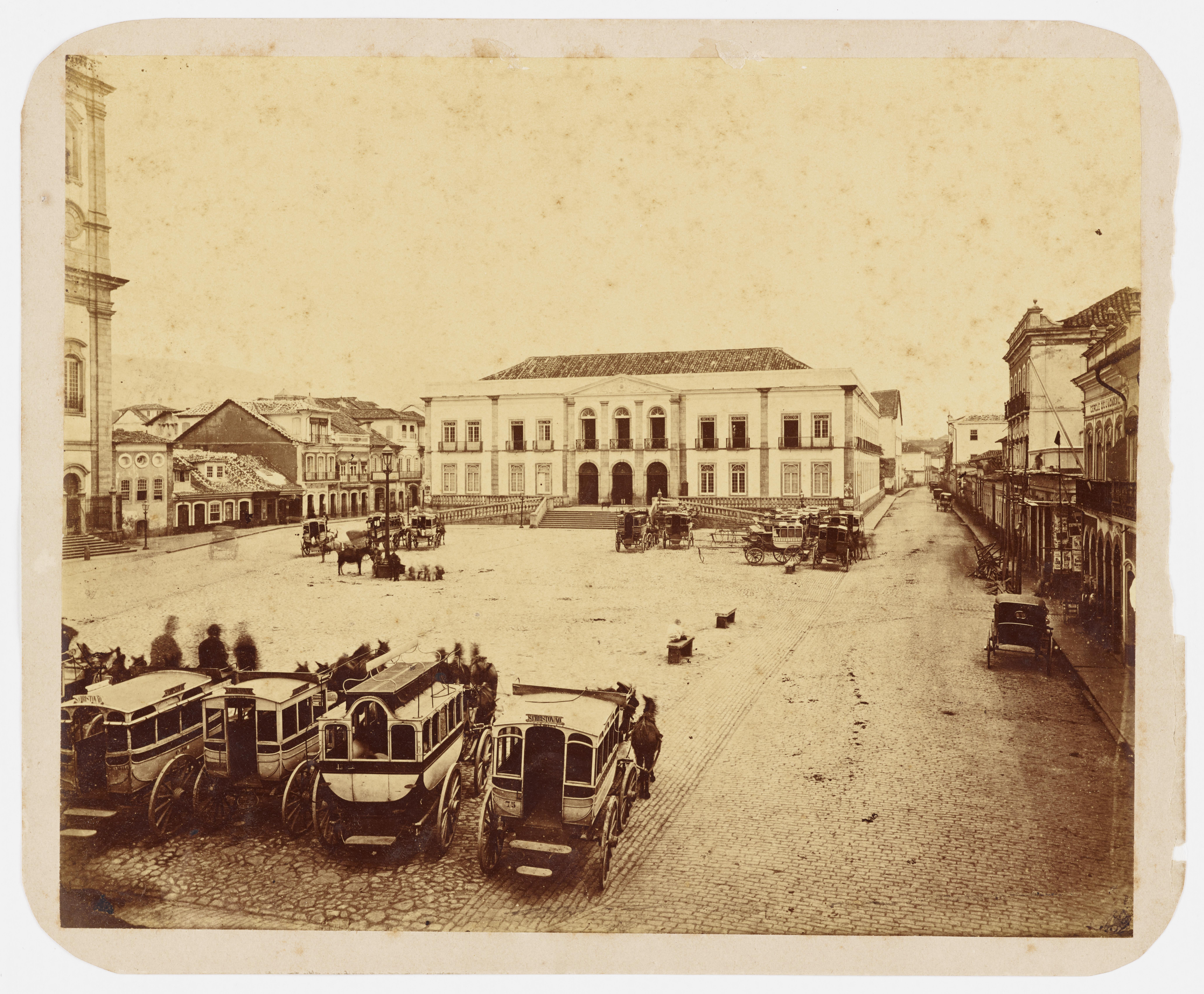
Largo de São Francisco. Se destaca la Real Academia Militar, actual Instituto de Historia, Filosofia e Ciências Sociais de la UFRJ. Alrededor de 1860.

La Real Academia Militar fue una institución militar de enseñanza superior portuguesa. Sucedió a la Academia Real de Fortificación, Artillería y Diseño de Lisboa (1790) y a la Real Academia de Artillería, Fortificación y Diseño de Río de Janeiro (1792). De ella se originó la actual Academia Militar de las Agujas Negras (AMAN). 
Fue creada el 4 de diciembre de 1810 por carta régia del entonces príncipe regente Juan, futuro rey Juan VI, e inició sus actividades el 23 de abril de 1811. Francisco de Borja Garção Stockler y Wilhelm Ludwig Freiherr von Eschwege, barón de Eschwege, tuvieron un papel importante en la estructuración de su enseñanza en las áreas de matemática y física.

## Historia
En el contexto del traslado de la corte portuguesa a Brasil (1807-1821) la Real Academia Militar fue creada por el príncipe regente Juan a través de carta regia del 4 de diciembre de 1810. Implementada luego por el conde de Linhares, se inauguró el 23 de abril de 1811, en el mismo lugar de su antecedente, la nueva academia tuvo como primer comandante al entonces Brigadier Inspector de Artillería y Fundiciones Carlos Antônio Napion, actual patrono de Material Bélico del Ejército Brasileño.
La Real Academia formaba a la oficialidad de las diversas armas, además de ingenieros, geógrafos y topógrafos conforme se definió en su reglamento:

...um curso regular de Ciências Exatas e de Observações, assim como de todos aqueles que são aplicações das mesmas aos estudos militares e práticos que formam hábeis Oficiais de Artilharia, Engenharia e ainda Oficiais da classe de Engenheiros Geógrafos e Topógrafos, que possam também ter o útil emprego de dirigir objetos administrativos de minas, de caminhos, portos, canais, pontes e calçadas.
...un curso regular de Ciencias Exactas y Observaciones, así como todos aquellos que son aplicaciones de las mismas a los estudios militares y prácticos que forman hábiles Oficiales de Artillería, Ingenieros y también Oficiales de la clase de Ingenieros Geógrafos y Topógrafos, que pueden tener también el útil empleo de dirigir objetos administrativos de minas, caminos, puertos, canales, puentes y pavimentos.

Se daban los cursos de caballería e infantería, ambos con duración de tres años y de ingeniería con duración de seis. En este último, los futuros ingenieros aprendían arquitectura civil, materiales de construcción, caminos y carreteras, hidráulica, puentes, canales, diques y compuertas. En el octavo año se explicaba la historia militar.
En 1812, la Academia fue trasladada a nuevas instalaciones en el Largo de São Francisco de Paula, en el edificio que actualmente alberga el Instituto de Historia, Filosofia y Ciencias Sociales (IFCS) de la Universidad Federal de Río de Janeiro.
Con la proclamación de la independencia de Brasil, la Academia fue reformulada y unida a la Academia Real de Guardias Marinas y al observatorio astronómico, en 1832. La  Academia Militar y de Marina estaba dividida en cuatro carreras científicas: matemática de cuatro años de duración, militar de dos años, puentes y caminos de dos años y construcción naval de dos años. 
Los cursos debían ser tomados por los oficiales de acuerdo con su especialización. Los oficiales de infantería y caballería debían tomar el primer año del curso matemático y militar. Los de artillería los tres primeros de matemática y el primero de militar. Los ingenieros militares y los oficiales del Estado Mayor, los tres primeros del curso de matemática y dos del curso militar. Los oficiales de marina y los ingenieros geógrafos, todo el curso de matemática la práctica de observatorio. Los ingenieros de puentes y caminos los tres primeros años del curso matemático y los dos del curso de puentes y caminos. Los ingenieros constructores navales los tres primeros de matemática y los dos del curso de construcción naval.
Al año siguiente, el 22 de octubre de 1833, la Academia de Marina y la Compañía de Guardias Marinas fueron separadas nuevamente, formando un establecimiento separado. 
El reglamento establecía dos cursos variados: un curso militar para los oficiales de las tres armas principales del ejército y un curso completo para los ingenieros de todas las clases. El curso militar tenía una duración de tres años. El curso completo de ingenieros era común en los tres primeros años y tenía tres años más a cursar. Además de los estudios se realizaban trabajos de campo obligatorios a todos los alumnos.
El 11 de enero de 1839, el reglamento cambió y estableció que debía adaptarse al de la "Escuela Politécnica y la Escuela de Aplicación de Metz, Francia.
En 1822, la academia pasó a ser llamada como "Imperial Academia Militar". En 1832 el nombre volvió a cambiarse a "Academia Militar de la Corte", en 1840, a "Escuela Militar" y a partir de 1858 como "Escuela Central" mudándose al Fuerte de Praia Vermelha donde se convirtió en la Escuela Militar de Praia Vermelha.